# 德金 (密蘇里州)
德金（英語：Durgen）是位於美國密蘇里州劉易斯縣的非建制地區。

## 歷史
德金的郵局於1895年設立，其後於1905年停運。

## 地理
德金所處的海拔為高於海平面177米（即581英呎），而該地所採用的時區為UTC-6，即北美中部時區（CST）。同時該地設有夏令時間，為UTC-6調快一小時，即UTC-5（CDT）。